# Jardines Brookside
Los Jardines Brookside (en inglés: Brookside Gardens), es un arboreto, jardín botánico y jardín japonés de 54 acres, (21.85 hectáreas) de extensión, en Silver Spring, Maryland, Estados Unidos. 

## Localización
Brookside Gardens 1800 Glenallan Avenue, Silver Spring, Montgomery County, Maryland, 21801 United States of America-Estados Unidos de América.
Planos y vistas satelitales.39°3′33″N 77°2′6″O / 39.05917, -77.03500
El invernadero se encuentra abierto a diario excepto los lunes.

## Historia
El día de apertura de los jardines de Brookside, fue el 13 de julio de 1969, marcó la culminación de cuatro años de planificación y construcción del « Maryland‑ National Capital Park and Planning Commission ». En 1965, la Comisión inició el desarrollo de un jardín de exhibición en el "Wheaton Regional Park" en un terreno que pertenecía a los viveros "Nursery Stadler".
El arquitecto del paisaje comisionado Hans Hanses desarrolló el diseño original, usando muchos conceptos europeos obtenidos en su formación en Alemania y Suiza. Más preocupado por la estética que por el contenido, su objetivo era inspirar a los visitantes de jardín, mostrando las plantas que eran fácilmente cultivables y apropiadas para la región. Ambas áreas formales e informales se dividieron en pequeños e íntimos "espacios" definidos por paredes, arbustos o árboles. Contrastes de color se utilizaron en los materiales de construcción, así como plantas para los efectos dramáticos.

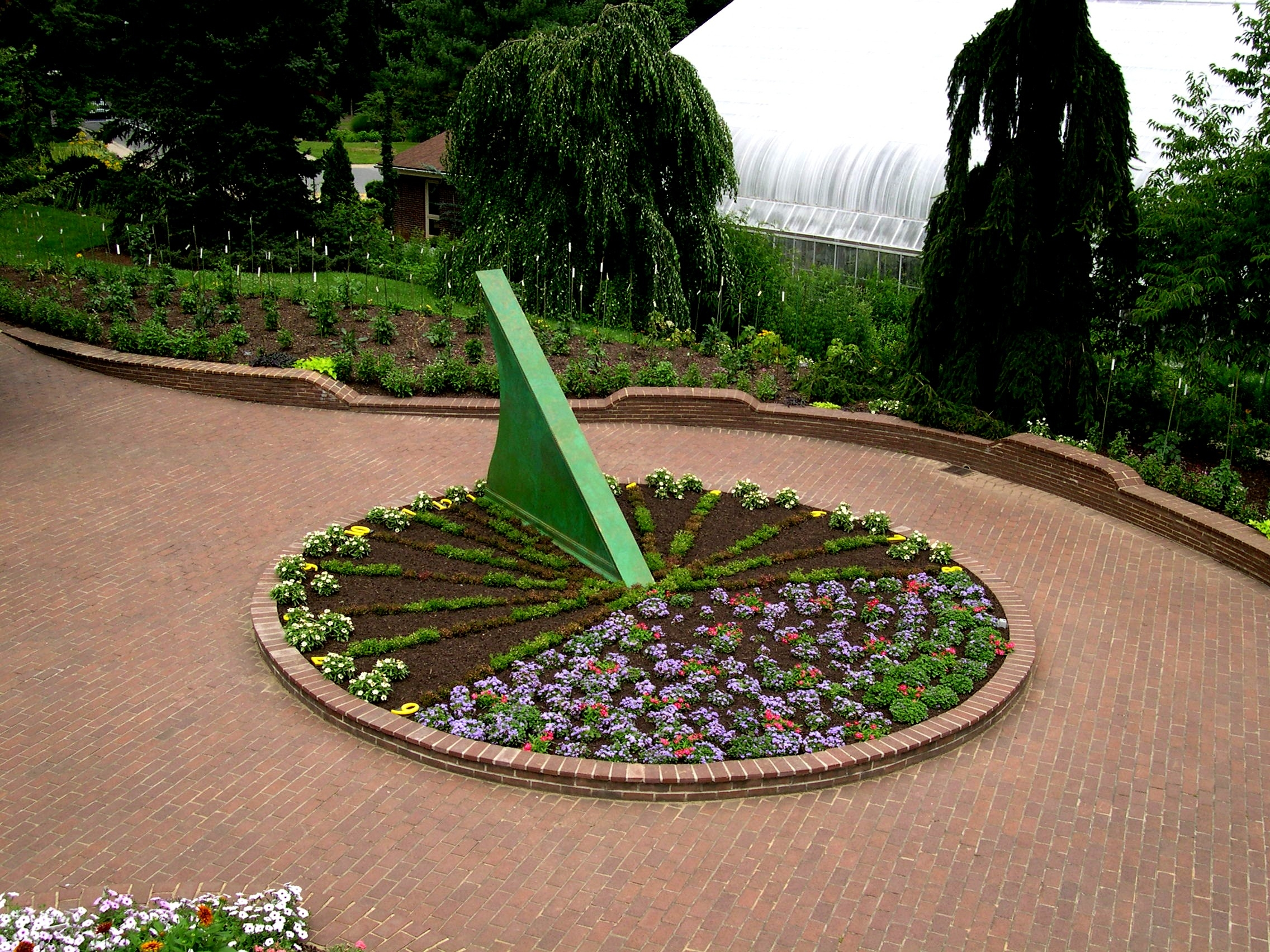
Reloj de sol en el Brookside Gardens.

EL jardín botánico inicial se componía de tres jardines que conducen a una Gazebo para los reportajes de boda, un paseo con Azaleas en la cima de la colina, las plantaciones alrededor de la entrada y el invernadero. El complejo del invernadero habilita espacio para oficinas, una biblioteca hortícola, una casa con plantas subtropicales, y un pequeño invernadero de propagación (que ahora se llama la casa del sur) que producen las plantas tanto para los espacios interiores y al aire libre. En ese momento, los jardines de Brookside ocuparon cerca de 25 hectáreas, un área aproximadamente la mitad de su tamaño actual (54 acres), y contrató a un equipo de diez personas.
Una nueva fase de desarrollo se inició en 1972, se crearon nuevos jardines durante varios años, incluyendo el Jardín de Fragancias, el Jardín Gude (dedicado a la congresista Gilbert Gude y a su padre el viverista, Adolfo Gude), con su popular casa del té japonesa, y la Rosaleda. El Jardín de Pruebas (para probar nuevas plantas anuales) y el Jardín Acuático fueron adiciones posteriores.
El Paseo de las Azaleas se amplió dejando espacio para nuevas plantas de sombra en el jardín al tiempo que proporciona vistas sobre los estanques del jardín acuático. Una colección de Viburnum fue desarrollado para ofrecer diversas selecciones mejoradas de esta especie, y el Jardín de Invierno fue creado para mostrar las plantas de interés en invierno. Uno de los primeros jardines el "Camellia Garden", diezmados por los inviernos severos en la década de 1970, ha sido objeto de restauración con las camelias más resistentes desarrolladas por el Arboreto Nacional de EE. UU. Los Jardines McCrillis fue una donación de William y Virginia McCrillis en 1978. 
El invernadero mostró su primera exhibición anual del "Chrysanthemum Show" en octubre de 1978. El jardín de Prueba Fancy Butterfly Live y el Jardín de las Luces ambos se inauguraron en 1997.

## Colecciones
Actualmente contiene los siguientes jardines temáticos: 
- Aquatic Garden (Jardín acuático) – plantas amantes del agua con dos estanques y un cenador.
- Azalea Garden (Jardín de las azaleas) – más de 300 variedades de azaleas representadas por 2.000 plantas. También rododendros, Hamamelis, acebos, andromedas de Japón, Skimmia y perennes tolerantes a la sombra.
- Butterfly Garden (Jardín de las mariposas) – es estacional en el verano solamente. Se cobra una tarifa de entrada.
- Children’s “Fairy Folk” Garden (Jardín infantil de la "gente mágica").
- Conservatories (Invernaderos) – con exhibiciones temporales y exhibiciones especiales. El jardín que lo rodea contiene una colección de inusuales coníferas y de plantas tapizantes de suelos.
- Fragrance Garden (Jardín de la fragancia)
- Gude Garden (Jardín Gude) – un paisaje de estilo jardín japonés con bambús, hayas, inusuales coníferas, cornejos y plantas cubresuelos, así como una casa de té isla con vistas a los estanques.
- Maple Terrace (Terraza de los arces) – lechos de cultivo elevados dentro de una plantación de‘Suminagashi’ arces japoneses.
- Nature center (Centro de la Naturaleza) – con exposiciones sobre la vida silvestre local. Tiene una entrada independiente desde el estacionamiento.
- Perennial Garden (Jardín de perennes) – wisterias, rosas, Jasminum stephanense, buddleia, Prunus x cistena, allium, geranium, sedum, panicum, lespedeza, calamagrostis, anemones, Asteres, acanthus, agastache, etc.
- Reflection Terrace (Terraza de la reflexión) – un monumento a las diez personas asesinadas en octubre de 2002 por el ataque de francotiradores en Washington D. C.[1]
- Rock Garden (Rocalla)– bulbos que florecen en primavera con hierbas y coníferas.
- Rose Garden (Rosaleda) – todo tipo de rosas, incluyendo del té híbridas, híbridos rugosa, grandiflora, Inglés, miniatura, floribunda, arbustos, cubresuelos, polyantha, escalador, Gallica, almizcle híbrido, y trepadoras de jardín.
- Trial Garden (Jardín de pruebas) – bulbos de primavera en flor, a continuación, muestra de verano de las variedades vegetales nuevas e inusuales.
- Woodland Walk (Paseo del bosque) – humedal boscoso con ciprés calvo, tulipán álamo, Lindera benzoin y cubierta vegetal de Podophyllum peltatum, helechos y Symplocarpus foetidus. Un jardín de plantas nativas incluye aproximadamente 124 especies y variedades de plantas nativas de Maryland.
- Yew Garden (Jardín de los tejos)– un jardín con setos de tejos.